# Pyrrharctia genini
Pyrrharctia genini là một loài bướm đêm thuộc phân họ Arctiinae, họ Erebidae.